# Vendetta (film 2022)
Vendetta è un film del 2022 diretto da Jared Cohn. 
È uno degli ultimi film con protagonista Bruce Willis, che si è ritirato dalla recitazione, causa la diagnosi di afasia.

## Trama
Nella periferia della Georgia, il padre di famiglia ed ex marine William Duncan è uscito per andare a cena con la figlia sedicenne, Kat, una giocatrice di softball che sogna di giocare a livello professionistico. Mentre William provvede al cibo, Kat rimane in macchina, dove viene prelevata e poi uccisa da Danny, un giovane gangster, come rito d'iniziazione richiesto dalla sua famiglia. Danny viene presto arrestato e sottoposto a processo, ma William, resosi conto che la sentenza potrebbe essere troppo lieve, fa in modo che non venga condannato per avere la possibilità di vendicarsi. William decide, quindi, di inseguire e uccidere Danny la notte seguente. Infuriati, Donnie e Rory (padre e fratello di Danny) intraprendono un percorso per vendicarsi volendo eliminare William. Dopo una serie di omicidi, tra cui quello della moglie di William, falliscono miseramente la loro missione e William, alla fine, uccide entrambi, per poi morire poco dopo a causa delle ferite riportate dallo scontro a fuoco tra lui e gli scagnozzi di Rory.

## Produzione

### Riprese
Le riprese si sono concluse a settembre 2021.
Nello stesso mese, è stato annunciato che la Redbox Entertainment ha acquisito i diritti di distribuzione americana del film.

## Distribuzione
Vendetta è stato distribuito limitatamente in alcune sale cinematografiche e nelle piattaforme on demand il 17 maggio 2022 da Redbox Entertainment.

## Accoglienza

### Incassi
Al 24 agosto 2022, Vendetta ha incassato 169 260 dollari al botteghino mondiale.

### Critica
Rene Rodriguez di Variety ha dato una recensione negativa, dicendo che "il numero dei morti inizia a crescere. Così fanno le implausibilità, insieme alla noia". Anche Brian Costello di Common Sense Media ha dato una recensione negativa, dicendo "quando il più serio e la performance avvincente in un film viene consegnata da Sir Mike Tyson, sai che sei nei guai."